# التحالف الفرنجي المغولي

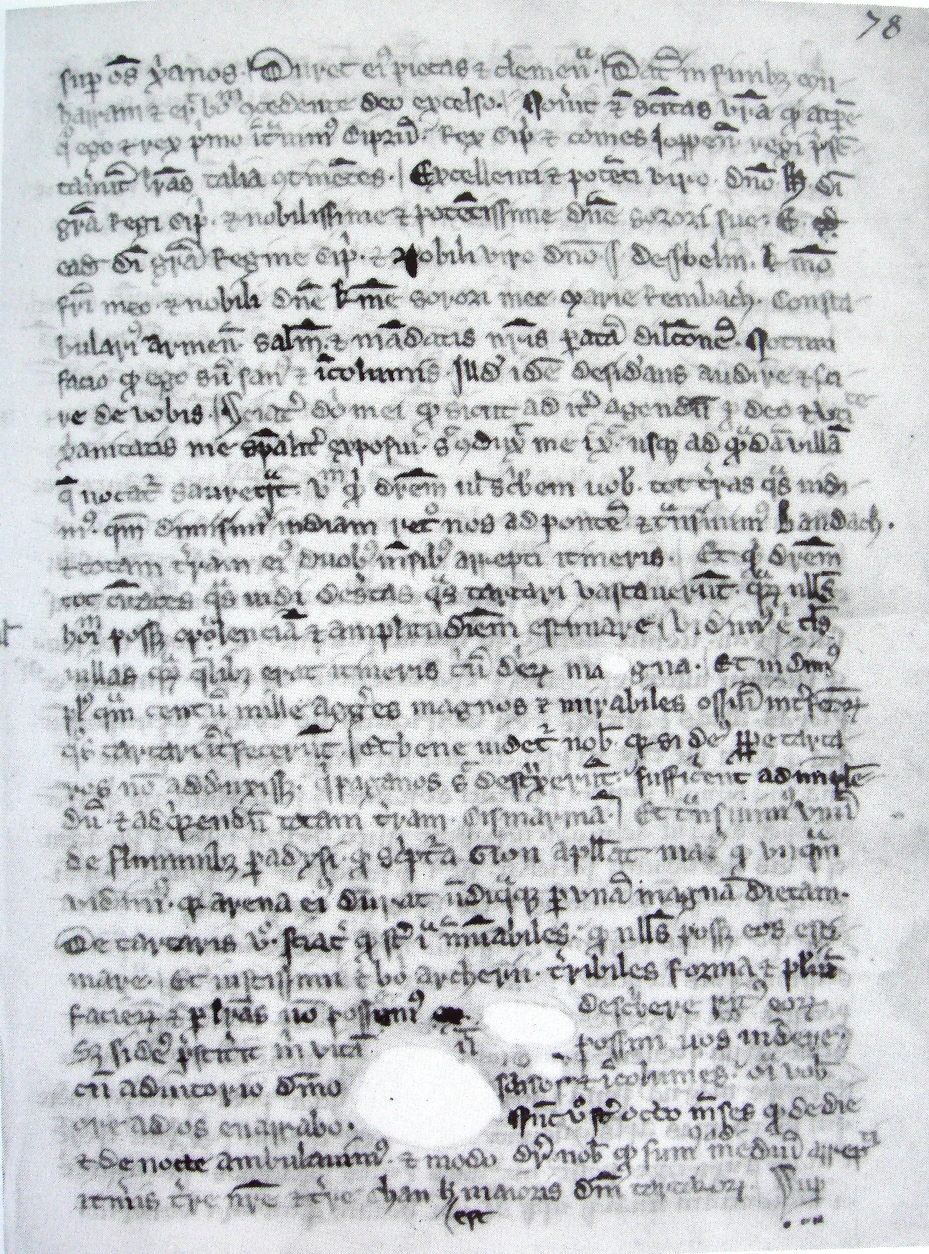
1248: رسالة من سيمباد القيليقلي إلى هنري الأول القبرصي و جان دي لبين

التحالف الفرنجي المغولي هوعدة محاولات قام بها مختلف القادة بين الفرنجة الصليبيين وبين إمبراطورية المغول في القرن الثالث عشر من أجل القيام بمجهود مشترك ضد الدولة الإسلامية التي كانت عدوا مشتركا لهم. بخلا من بعض التعاون البسيط، لم تؤدي أي من هذه المحاولات إلى نتيجة إيجابية حتى أن المؤرخيين يعتبرون عدم وجود ثقة بين الطرفين أديا إلى اندحار المغول من المشرق ونهاية الوجود الصليبي في المنطقة.

## خلفية (1209 – 1244)
كان هنالك، ولوقت طويل، شائعات وتوقعات بين الأوروبيين الغربيين بأن تحالفًا مسيحيًا عظيمًا سيأتي من الشرق. نُشرت هذه الشائعات منذ زمنٍ يرجع إلى الحملة الصليبية الأولى (1096 - 1099)، وكانت تزيد شعبيتها عادةً حين يخسر الصليبيون معركة ما. ظهرت أسطورة عن شخصية تُعرف باسم الكاهن يوحنا، الذي عاش في الهند البعيدة أو آسيا الوسطى أو ربما حتى إثيوبيا. أنشأ هذا الأسطورة حياةً خاصة به، وقوبل بعض الأفراد الذين أتوا من الشرق، بتوقعات تقول بأنه قد يكون هناك قوات أُرسلت من قِبل الكاهن جون الذي طال انتظاره. في عام 1210، وصلت الأخبار إلى الغرب عن معارك المغولي كوجلك (توفي 1218)، قائد القبيلة المسيحية الكبيرة من شعب النايمان. كانت قوات كوجلك تحارب الإمبراطورية الخوارزمية القوية، التي كان قائدها المسلم محمد الثاني شاه الإمبراطورية الخوارزمية. انتشرت الشائعات في أوروبا بأن كوجلك هو الكاهن جون الأسطوري، ويحارب المسلمين في الشرق مرة أخرى.
خلال الحملة الصليبية الخامسة (1213 – 1221)، وفي حين لم يكن حصار الصليبيين يجري بشكل ناجح على المدينة المصرية دمياط، أصبحت أسطورة الكاهن جون تُخلط مع واقع التوسع المتسارع لإمبراطورية جنكيز خان. بدأت حملات الإغارة المغولية باحتلال العالم الإسلامي الشرقي، في ترانسوكسيانا وبلاد الفرس بين عامي 1219 – 1221. انتشرت الشائعات بين الصليبيين بأن «ملكًا مسيحيًا من الإنديز» - قيل أن اسمه داوود وهو إما الكاهن جون (يوحنا) أو أحد من سلالته - كان يهاجم المسلمين في الشرق وكان في طريقه لمساعدة المسيحيين في حملاتهم الصليبية. حتى أنه في رسالة يعود تاريخها إلى 20 يونيو عام 1221، ذكر البابا هونوريوس الثالث «قوات آتية من الشرق الأقصى لإنقاذ الأرض المقدسة».
بعد وفاة جنكيز خان عام 1227، قُسمت إمبراطوريته من قِبل ورَثَته إلى أربعة أقسام أو خاقانيات، والتي تدهورت أحوالها وتحولت إلى حرب أهلية. توسعت خاقانية القفجاق الشمالية الغربية، المعروفة باسم القبيلة الذهبية، باتجاه أوروبا، عن طريق المجر وبولندا بصورة رئيسية، في حين عارض حكامها في نفس الوقت حكم أبناء عمومهم في العاصمة المغولية. كان القسم الجنوبي الغربي، المعروف باسم إلخانية، تحت قيادة حفيد جنكيز خان هولاكو. استمر في دعم شقيقه، الخان الأكبر، وكان بذلك في حربٍ مع القبيلة الذهبية، وواصل في نفس الوقت تقدمًا باتجاه بلاد الفرس والأرض المقدسة.

## المبادرات البابوية (1245 – 1248)

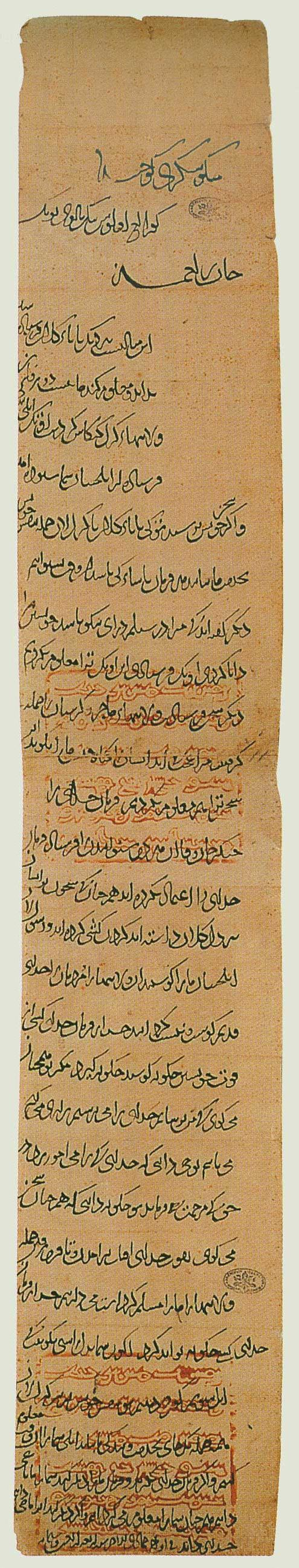
1246: رسالة منجيوك خان إلى البابا إنوسنت الرابع مكتوبة باللغة الفارسية

جرى أول تواصل رسمي بين أوروبا الغربية والإمبراطورية المغولية بين البابا إنوسنت الرابع (فترة ازدهاره: 1243 – 1254) والخان الأكبر، عن طريق رسائل ومبعوثين أُرسلوا برًا وتطلب الأمر سنوات ليصلوا إلى وجهتهم. اتخذ التواصل الأوروبي المغولي شكلًا نمطيًا: سيطلب الأوروبيون من المغول التحول إلى الدين المسيحي، وسيرد المغوليون بمطالبات تتعلق بالخضوع.

انتهى الغزو المغولي لأوروبا عام 1242، جزئيًا بسبب موت الخان الأكبر أوقطاي خان، خليفة جنكيز خان. حين يموت الخان الأكبر، يُستدعى المغوليون من كل أجزاء الإمبراطورية إلى العاصمة لتقرير من ينبغي أن يكون الخان الأكبر التالي. في نفس الوقت، هجّر الزحف المغولي الذي لا يكل باتجاه الغرب الترك الخوارزميين، الذين انتقلوا أنفسهم إلى الغرب، وتحالفوا في النهاية مع المسلمين الأيوبيين في مصر. وخلال الطريق، أخذ الترك القدس من المسيحيين عام 1244. بعد الخسارات اللاحقة في معركة لافوربي، بدأ الملوك المسيحيون بالتحضير لحملة صليبية جديدة (الحملة الصليبية السابعة)، أعلنها البابا إنوسنت الرابع في يونيو عام 1245 في مجمع ليون الأول. بسبب فقدان القدس، أصبح بعض الأوروبيين ينظرون إلى المغوليين كحلفاء محتملين للملكة المسيحية، بشرط تمكن المغول من التحول إلى المسيحية الغربية. في مارس عام 1245، أصدر البابا إنوسنت الرابع عدة مراسيم باباوية، أُرسل بعض منها مع مبعوث، الفرنسيسكان جيوفاني دا بيان ديل كاربين، إلى «إمبراطور التتار». في رسالة تُدعا اليوم كام نون سولم، عبّر البابا إنوسنت عن رغبة بالسلام، وطلب من الحاكم المغولي أن يصبح مسيحيًا وأن يتوقف عن قتل المسيحيين. لكن، أجاب الخان الأكبر  المغولي الجديد جيوك خان، الذي نُصب في قراقورم عام 1246، بطلبٍ لخضوع البابا، وزيارة من حكام الغرب احترامًا وولاءً للقوة المغولية:
يجب أن تقول مع قلب مخلص: «سأخضع وسأخدمك». تعال أنت بنفسك حالًا، على رأس كل الأمراء، لتلبيتنا ولخدمتنا! حينئذ سأقر خضوعك. إذا لم تحترم أمر الله، وإذا تجاهلت أمري، سأعرفك كعدو لي.

- رسالة جيوك خان إلى البابا إنوسنت الرابع، 1246.
أُرسلت بعثة ثانية عام 1245  من قِبل البابا إنوسنت بقيادة الراهب الدومينيكاني أسلاين اللومبارديّ، الذي تقابل مع القائد المغولي بايجو قرب بحر قزوين عام 1247. رحب بايجو، الذي يمتلك خططًا للاستيلاء على بغداد، باحتمالية وجود تحالف وأرسل رسالة إلى روما مع مبعوثيه آيبك وسركيس. عادوا بعدها بسنة مع رسالة البابا إنوسنت، فيام أغنوسير فيريتاتيس، التي ناشد فيها المغول «بوقف تهديداتهم».

## التوابع المسيحية
مع استمرار تحرك الإلخانات المغول تجاه الأرض المقدسة، سقطت مدينة بعد مدينة بيدهم. كان النمط المغولي التقليدي هو بإعطاء إقليم ما فرصة واحدة للاستسلام. إذا أذعن الهدف، أخذ المغول الشعب والمحاربين إلى جيشهم المغولي، الذي سيستخدمونه لاحقًا لتوسيع الإمبراطورية أكثر. إذا لم تستسلم الجماعة، أخذ المغول المستوطنة أو المستوطنات بالقوة وذبحوا جميع من وجدوهم. بمواجهتهم لخيار الخضوع إلى القبيلة المغولية المجاورة أو الاقتتال معها، اختار العديد من الجماعات الخيار السابق، من بينهم بعض الممالك المسيحية.
هوجمت مملكة جورجيا المسيحية بشكل متكرر بدءًا من عام 1220، وفي عام 1243 خضعت الملكة روسودان رسميًا للمغول، محولةً جورجيا بذلك إلى دولة تابعة والتي أصبحت بعدها حليفًا في غزوات الجيش المغولي. خضع هتوم الأول ملك أرمينيا الكيليكية عام 1247، وشجع على مدار السنوات اللاحقة ملوك آخرين للدخول بتحالف مسيحي مغولي. أرسل شقيقه سمبات إلى البلاط المغولي في قاراقورم، وأثرت رسائل سمبات الإيجابية حول المغول في الوسط الأوروبي.

### أنطاكية
كانت إمارة أنطاكية واحدة من الدول الصليبية الأولى، تأسست عام 1098 خلال الحملة الصليبية الأولى. في وقت تقدم المغول، كانت تحت حكم بوهيموند السادس. أخضع بوهيموند تحت تأثير حماه، هيثوم الأول، أنطاكية أيضًا إلى هولاكو عام 1260. تمركز ممثل مغولي وحامية مغولية في عاصمة أنطاكية، ومكثوا هناك لحين دُمرت الإمارة من قِبل المماليك عام 1268. طلب المغول من بوهيموند أيضًا قبول إرجاع بطريرك كنيسة الروم الأرثوذكس، يوثيميوس، كطريقة لتقوية الروابط بين المغول والبيزنطيين. في مقابل هذا الولاء، منح هولاكو بوهيموند كل الأراضي الأنطاكية التي فُقدت على يد المسلمين عام 1243. على أي حال، بسبب علاقاته مع المغول، كان بوهيموند منبوذًا كنسيًا لفترة مؤقتة من قِبل جاك بانتاليون، بطريرك القدس للاتين، إلا أن هذا الأمر أُلغي عام 1263.
نحو عام 1262 أو 1263، حاول القائد المملوكي بيبرس شن هجوم على أنطاكية، لكن أُنقذت الإمارة بفضل التدخل المغولي. في سنوات لاحقة، لم يتمكن المغول من تقديم هكذا دعم. في عام 1264-1265 كان المغول قادرين على مهاجمة الجبهة الأمامية لمدينة البيرة فقط. في عام 1268 اجتاح بيبرس بقية أنطاكية كليًا، ناهيًا الإمارة ذات المئة وسبعون عامًا.

في عام 1271، أرسل بيبرس رسالة إلى بوهيموند مهددًا إياه بالإبادة الكلية ومستهزئًا به لتحالفه مع المغول:
أعلامنا الصفراء قد صدت أعلامكم الحمراء، واستُبدل بصوت الأجراس، النداء: «الله أكبر»!... حذّر جدرانك وكنائسك أن معدات حصارنا ستتواجه معهم قريبًا، ستدعو سيوفنا أنفسها إلى منازل فرسانك... سنرى حينها ما سينفعك تحالفك مع أباغا.

- رسالة من بيبرس إلى بوهيموند السادس، 1271
تُرك بوهيمند دون أي ملكيات عدا عن كونتية طرابلس، التي سقطت بذاتها تحت يد المماليك عام 1289.

## أسباب التحالف
في ذلك الوقت، بدى مثل هذا التحالف خيارا واضحا: فالمغول تعاطفوا مع المسيحية، نظرا لوجود العديد من النفوذ النسطوري المسيحي في البلاط المغولي. أما الفرنجة، أي الأوروبيون الغربيون وقادة الدول الصليبية في الشام، كانوا متقبلين للفكرة إذ أن معتقداتهم تدعوا لانتظار دعم من الشرق وذلك لإيمانهم بأسطورة الكاهن يوحنا، آي ملك مملكة سحرية شرقية، الذي سيمدهم بالدعم من أجل تحرير الأراضي المقدسة. ومع ذلك، وعلى الرغم من العديد من الرسائل والهدايا والمبعوثين على مدى عدة عقود، لم تأتي المحاولة ثمارها.

## تاريخ الإتصال
بداء الاتصال بين الأوروبيين والمغول منذ حوالي عام 1220 برسائل عرضية من البابوية وملوك أوروبا إلى المغول قادة مثل خاقان ومن ثم مع الدولة الإيلخانية المغولية التي غزت بلاد فارس. ويبدوا أن الاتصالات كانت تميل إلى اتباع نمط متكرر: يطلب لأوروبيين من المغول اعتناق المسيحية الغربية، في حين يرد المغول بطلب الطاعة والجزية. ولم يكن هناك تحالف عريض بينهم إلا مع ملك الأمة المسيحية في أرمينيا في 1247 الذي فشل اقناع بقية الملوك المسيحيين في التحالف مع المغول زوج ابنته  الأمير بوهيموند السادس ملك أنطاكية الصليبي  في 1260. كانت القيادات المسيحية الأخرى، مثل الصليبيين في عكا،  كانوا أكثر حيطة وحذر من المغول إذ اعتبروهم أهم التهديد في المنطقة. لذلك نرى بارونات عكا يقومون بأعمال غير عادية وحتى سلبية تجاه المغول مثل التحالف مع المماليك المسلمين، سمح للقوات المملوكية المصرية بالمرور بالأراضي الصليبية لمحاربة المغول والذي أدى إلى هزيمة المغول في معركة عين جالوت المصيرية عام 1260.
تغير الموقف الأوروبي في منتصف 1260 من اعتبار المغول أعداء يُحسب حسابهم، إلى حلفاء محتملين ضد المسلمين. سعى المغول للاستفادة من هذا التغيير واعدين الأوروبيين بإعادة القدس لهم في مقابل التعاون. بقيت محاولات تثبيت التحالف مستمرة من خلال المفاوضات الغربية مع العديد من قادة المغول خاصة مع خانات بلاد فارس  من مؤسسها هولاكو ومنثم من خلال ذريته مثل أباقا خان وأرغون خان ومحمود غازان ومحمد أولجايتو ولكن من دون نجاح. قام المغول بغزو سوريا عدة مرات بين 1281 و 1312 وكانت هناك بعض المحاولات المشتركة مع الفرنجة، ولكن قدرا كبيرا من الصعوبات اللوجستية منعت نجاح هذه المحاولات إذ أن القوات كانت تصل بفارق أشهر عن بعضها ولم يكن هناك قدرة على تنسيق الأنشطة بطريقة فعالة.

## نهاية الفريقين في المنطقة
واجهت الإمبراطورية المغولية بحروب أهلية داخلية مما سمح للقوات المملوكية المصرية باستعادة كل من فلسطين وسوريا من المغول والصليبيين. بعد سقوط عكا عام 1291 تراجع ما تبقى من الصليبيين إلى جزيرة قبرص. قاموا بمحاولة أخيرة إنشاء جسر في جزيرة صغيرة من إرواد المقابلة  لسواحل طرطوس أمحاولة لتنسيق العمل العسكري مع المغول، لكن الخطة فشلت ورد المسلمين بحاصر الجزيرة. مع سقوط أرواد في 1302 أو 1303، خسر الصليبيون آخر موطئ قدم في الأراضي المقدسة.

## رأي المؤرخين
يتناقش المؤرخون فيما إذا  ما إذا كان التحالف بين الفرنجة والمغول قد ينجح في تغيير ميزان القوى في المنطقة وما إذا كان قرارا حكيما من جانب الأوروبيين. فالمغول كان يميلون لرؤية أي طرف خارجي إما تحت سيطرتهم أو من الأعداء من دون وجود فسحة أمل «للوسط» كمفهوم مثل حليفا.